# 732 Tjilaki
732 Tjilaki è un asteroide della fascia principale del diametro medio di circa 37,61 km. Scoperto nel 1912, presenta un'orbita caratterizzata da un semiasse maggiore pari a 2,4568627 UA e da un'eccentricità di 0,0427441, inclinata di 10,97922° rispetto all'eclittica.
Il suo nome fa riferimento al Tjilaki, un fiume dell'Indonesia.